# Prix international de poésie Léopold Sédar Senghor
Le Prix international de poésie Léopold Sédar Senghor est un concours littéraire annuel fondée en Italie en 2014 par Cheikh Tidiane Gaye, organisé par l'Académie internationale Léopold Sédar Senghor.

## Histoire
Le prix a été lancé sous l’égide de l’association Africa Solidarietà – ONLUS, fondée en Italie en 2014. En 2022, elle devient Africa Solidarietà APS, puis en 2023 elle prend le nom de Académie internationale Léopold Sédar Senghor – APS, organisme aujourd’hui responsable du prix,,.
Le concours est ouvert aux adultes sans distinction de nationalité. Il comprend plusieurs sections en italien et en français (œuvres inédites, publiées, recueils), et une section multilingue intitulée « D’autres voix, d’autres langues », introduite à la 11e édition.
Les textes sont évalués anonymement par un jury international. La remise des prix a lieu à Milan.

## Objectifs
- Promouvoir la paix, la liberté et l’amour entre les peoples;
- Rendre hommage à Léopold Sédar Senghor, poète, philosophe et ancien président du Sénégal;
- Encourager la création poétique sur des thèmes universels comme la fraternité, la justice et le dialogue des cultures.

## Reconnaissance
Le prix a reçu:  
- La médaille du Sénat italien et de la Chambre des deputes;
- Le patronage du Parlement européen, de l’UNESCO-Italie, du Saint-Siège, de plusieurs universités et académies (Académie de la Crusca, Université de Milan-Bicocca, Université de la Vallée d’Aoste, etc.);
- Le haut patronage du Président du Sénégal (édition 2022).